# Insular Preferente de Las Palmas 1979-1980
Il campionato di Insular Preferente de Las Palmas 1979-1980 è stato il 3º campionato avente questa dicitura ed era il quinto livello della federazione spagnola, composto da 14 squadre che vide la vittoria finale dell'Unión Moral.

## Classifica finale
|  | Pos. | Squadra          | Pt | G  | V  | N  | P  | GF | GS | DR  |
|  | ---- | ---------------- | -- | -- | -- | -- | -- | -- | -- | --- |
|  | 1.   | Union Moral      | 37 | 26 | 14 | 9  | 3  | 51 | 24 | +27 |
|  | 2.   | Telde            | 36 | 26 | 11 | 14 | 1  | 49 | 28 | +21 |
|  | 3.   | Unión Chile      | 31 | 26 | 11 | 9  | 6  | 46 | 31 | +15 |
|  | 4.   | Lanzarote        | 31 | 26 | 10 | 11 | 5  | 39 | 25 | +14 |
|  | 5.   | Racing           | 28 | 26 | 10 | 8  | 8  | 38 | 31 | +7  |
|  | 6.   | San José         | 28 | 26 | 8  | 12 | 6  | 35 | 31 | +4  |
|  | 7.   | UD Santa Brigida | 26 | 26 | 9  | 8  | 9  | 31 | 31 | 0   |
|  | 8.   | UD San Antonio   | 25 | 26 | 9  | 7  | 10 | 37 | 36 | +1  |
|  | 9.   | Real Artesano FC | 25 | 26 | 7  | 11 | 8  | 32 | 31 | +1  |
|  | 10.  | FC Hesperides    | 24 | 26 | 8  | 8  | 10 | 47 | 47 | 0   |
|  | 11.  | Sanbrit          | 24 | 26 | 8  | 8  | 10 | 34 | 44 | -10 |
|  | 12.  | Arucas           | 20 | 26 | 4  | 12 | 10 | 31 | 37 | -6  |
|  | 13.  | Guìa             | 18 | 26 | 6  | 6  | 14 | 34 | 53 | -19 |
|  | 14.  | Polonia          | 11 | 26 | 3  | 5  | 18 | 21 | 76 | -55 |

## Play-out
I play-out sono stati disputati in una coppia di partite di andata e ritorno (disputate rispettivamente il 13 e 20 aprile) per decidere se le squadre classificate  11ª e 12ª in Preferente dovesse retrocedere o se le squadre arrivate 3ª e 4ª in Primera Regional dovessero essere promosse.
| Squadra 1       | Totale | Squadra 2  | Andata | Ritorno |
| --------------- | ------ | ---------- | ------ | ------- |
| Sanbrit         | 1-3    | Sant'Agata | 1-2    | 0-1     |
| Atletico Tenoya | 4-2    | Arucas     | 2-0    | 2-2     |